# Luciano Castro
Luciano Castro (ur. 16 marca 1975 roku w Villa del Parque w Buenos Aires) – argentyński aktor telewizyjny i teatralny.
Jego ojciec był bramkarzem klubu Chacarita. Przed rozpoczęciem kariery aktorskiej, zajmował się swego czasu grą w piłkę nożną, wziął udział w krajowych rozgrywkach do 15 lat, które musiał opuścić po zawieszeniu w trakcie meczu. Od szesnastego roku życia praktykował boks. W wieku siedemnastu lat uczęszczał do szkoły aktorskiej, gdzie poznał Carlę Peterson i pojawił się po raz pierwszy na szklanym ekranie w cyklicznym programie dla nastolatków Jugate Conmigo. Rok później znalazł się w obsadzie telenoweli Uczelnia życia (Life College, 1994). W 1995 roku zamieszkał w Hiszpanii. W telenoweli Chiquititas (1995) ujawnił swoje umiejętności wokalne śpiewając utwór "Blue Jean Baby Tatuá". Za postać Facundo w telenoweli Lalola (2007) otrzymał nagrodę Premio Martín Fierro.
Występował na scenie w spektaklach: Począwszy od Zuzy (Lo de la Susy, 2002), Co rozmawialiśmy na temat ryb (Lo que habló el pescado, 2004), Dzika Rita (Rita, La Salvaje, 2005) i Hipolit i Fedra (Hipólito y Fedra, 2005).
Ma syna Mateo (ur. 2003).

## Filmografia

### telenowele
- 2011–2012: Herederos de una venganza jako Antonio Puentes
- 2010: Lo que el tiempo nos dejó
- 2010: Malparida jako Lucas Carballo
- 2010: Ciega a citas jako Tobi
- 2009: Valientes jako Leonardo Sosa
- 2008: Amanda O jako Dante
- 2007: Lalola jako Facundo Canevare
- 2006: El Tiempo no para jako Gonzalo Luna
- 2004: W Roldan (Los Roldán) jako Omar Estévez
- 2003: Sypiając z moim szefem (Durmiendo con mi jefe)
- 2001: PH jako Sandro
- 1999: Mistrzowie życia (Campeones de la vida) jako Danilo D'Alezzandro
- 1997: Rodolfo Rojas dyrektor techniczny (R.R.D.T.) jako Rubén Cilandro
- 1996: Podobnie jak placki (Como pan caliente)
- 1995: Chiquititas jako Tano
- 1995: Montaña rusa, otra vuelta
- 1995: ¡Hola Papi! jako Palomo
- 1994: Uczelnia życia (Life College)